# Uladzislaw Kasmynin
Uladzislaw Kasmynin (tiếng Belarus: Уладзіслаў Касмынін; tiếng Nga: Владислав Космынин; sinh ngày 17 tháng 1 năm 1990) là một cầu thủ bóng đá người Belarus. Tính đến 2017, anh thi đấu cho AGMK.

## Danh hiệu
Naftan Novopolotsk
- Vô địch Cúp bóng đá Belarus: 2008–09